# Louisville City FC
Louisville City FC, é um clube de futebol da cidade de Louisville, Kentucky. Disputa atualmente a USL Championship.

## História
Em 2013, um grupo de fãs de futebol de Louisville decidiram montar um time profissional na cidade. A cidade de Louisville tinha times tradicionais de futebol universitário, mas nenhum profissional. Com a saída do Orlando City da USL para a MLS, eles viram a oportunidade de ficar com a vaga. Em 2014, eles compraram a vaga deixada pelo Orlando City.
O clube se tornou afiliado do time na USL, sendo que parte do time pertence ao Orlando City. Sua primeira temporada na liga foi em 2015, quando chegou as finais de conferência. No ano de 2016, com a criação do Orlando City B, a equipe deixou de ser ligada ao Orlando City.

## Títulos
- USL Cup Championship: 2017 e 2018
- Conferência Leste (temporada regular): 2017
- Conferência Leste (playoffs): 2017, 2018 e 2019